# Азясь (село)
Азясь — село в Мокшанском районе Пензенской области России. Входит в состав Успенского сельсовета.

## География
Село находится в северной части Пензенской области, в пределах Сурско-Мокшанской возвышенности, в лесостепной зоне, на левом берегу реки Азясь, на расстоянии примерно 10 километров (по прямой) к юго-западу от рабочего посёлка Мокшан, административного центра района. Абсолютная высота — 184 метра над уровнем моря.

### Климат
Климат характеризуется как умеренно континентальный, с холодной продолжительной зимой и тёплым летом. Среднегодовая температура воздуха — 4,6 °C. Средняя температура воздуха самого тёплого месяца (июля) — 19 °C; самого холодного (января) — −13 °C. Безморозный период длится 150 дней. Продолжительность вегетационного периода — в среднем 144 дня. Среднегодовое количество атмосферных осадков варьируется от 480 до 500 мм, из которых большая часть выпадает в тёплый период. Снежный покров устанавливается в конце ноября и держится в течение 141 дня.

### Часовой пояс
Село Азясь, как и вся Пензенская область, находится в часовой зоне МСК (московское время). Смещение применяемого времени относительно UTC составляет +3:00.

## Население
| 1710 | 1719 | 1782 | 1864 | 1877 | 1897 | 1910 |
| ---- | ---- | ---- | ---- | ---- | ---- | ---- |
| 44   | ↗209 | ↗336 | ↗641 | ↗694 | ↗790 | ↗818 |
| 1926 | 1930 | 1939 | 1959 | 1979 | 1989 | 1996 |
| ↗898 | ↗954 | ↘598 | ↘419 | ↘176 | ↘96  | ↘75  |
| 2002 | 2010 |      |      |      |      |      |
| ↘43  | ↘29  |      |      |      |      |      |

### Национальный состав
Согласно результатам переписи 2002 года, в национальной структуре населения русские составляли 100 % из 43 чел.